# Austrochthonius strigosus
Austrochthonius strigosus är en spindeldjursart som beskrevs av Harvey och Mould 2006. Austrochthonius strigosus ingår i släktet Austrochthonius och familjen käkklokrypare. Inga underarter finns listade.